# Адель Тонніні
Адель Тонніні (італ. Adele Tonnini, 24 червня 1977, Сан-Марино) — політичний і державний діяч; капітан-регент Сан-Марино  спільно з Алессандро Скарано з 1 квітня 2023 року до теперішнього часу.

## Біографія
Народилася в місті Сан-Марино

і закінчила Державний художній інститут Урбіно за спеціальністю палітурна справа та реставрація старовинних книг. 
Після цього продовжила навчання зі збереження культурної спадщини в Університеті Урбіно. 
В 2001 — 2014 роках працювала на цю тематику, як власниця кустарного палітурного цеху.
Розпочала свою політичну кар'єру у нещодавно створеному русі RETE у 2012 році, а з 2019 року працює у Генеральній раді Сан-Марино. 
Вона є делегатом від Сан-Марино у Всесвітній продовольчій програмі та членом постійної Комісії з питань правосуддя та захоплена проблемами навколишнього середовища, вона любить тварин, а її хобі — малювання, подорожі та двигуни.
Адель Тонніні одружена.
17 березня 2023 року Генеральна рада Сан-Марино обрала її та Алессандро Скарано капітанами-регентами Сан-Марино на період з 1 квітня по 1 жовтня 2023 року 
.